# Маргарет Кеніятта
Маргарет Гакуо Кеніятта (народилася 8 квітня 1964) — кенійська вихователька, перша леді Кенії та дружина Ухуру Муйгая Кеніятти — четвертого президента Кенії. Інавгурація її чоловік проходила 9 квітня 2013 року в Касарані.

## Життєпис
Батько Маргарет Кеніятти — кенієць Ньюгун Гакуо, колишній директор Корпорації залізниць Кенії. А мати Магдалена — родом із Німеччини. Маргарет у дитинстві відвідувала школу Сент-Ендрюса в місті Моло, Кенія, і отримала ступінь бакалавра в університеті Кеніяти.

### Громадська діяльність
Маргарет Кеніятта висловила свою думку щодо низки соціальних питань у Кенії, починаючи від забезпечення стану здоров'я матері та дитини, включаючи відділення лікарні матері дитини, названого її іменем. Кеніятта закликала пацієнтів боротися з раком шляхом раннього скринінгу на рак молочної залози, шийки матки та передміхурової залози, а також боротьби з діабетом, заохочуючи здоровий спосіб життя.
Маргарет Кеніятта також багато уваги приділяє підтримці численних освітніх та благодійних програм у Кенії, зокрема, беручи участь у відкритті WE Charity College WE у графстві Нарок, та сприянні збереженню історичних пам'яток та пам'ятників.
Громадська думка про неї в Кенії, як правило, позитивна. Люди звертають увагу на те як Маргарет Кеніятта одягається просто, але дотримуючись правил та проявляючи характер. Хоча негативно сприймають її поміркованість, розглядаючи її як певне побоювання.
З моменту інавгурації її чоловіка Ухуру Кеніятта вона очолила кампанію, яка отримала назву кампанії «За межами нуля» щоб знизити рівень смертності серед дітей.
24 жовтня 2014 року її назвали людиною року в Кенії.
За віросповіданням вона католичка.